# 37
Évszázadok: i. e. 1. század – 1. század – 2. század
Évtizedek: i. e. 10-es évek – i. e. 1-es évek – 1-es évek – 10-es évek – 20-as évek – 30-as évek – 40-es évek – 50-es évek – 60-as évek – 70-es évek – 80-as évek
Évek: 32 – 33 – 34 – 35 –  36 – 37 – 38 – 39 – 40 – 41 – 42

## Események

### Római Birodalom
- Cnaeus Acerronius Proculust (helyettes július-augusztusban Caligula császár, szeptembertől Aulus Caecina Paetus) és Caius Petronius Pontius Nigrinust (helyettese Tiberius Claudius Nero Germanicus, majd Caius Caninius Rebilus) választják consulnak.
- Március 16. - A misenumi Lucullus-villában meghal Tiberius császár. Egyes történetírók (Tacitus, Cassius Dio, Seneca) szerint testőrparancsnoka, Macro fojtotta meg a takarójával, mások (Suetonius) szerint unokája, Caligula egy párnával.
- Tiberius végrendeletében két unokája, Caligula és Tiberius Gemellus között osztotta meg a hatalmat. A szenátus Tiberius elmezavarára hivatkozva nem ismeri el a végakaratot és az idősebb és népszerűbb Caligulát kiáltja ki császárrá.
- Caligula eltörli a függőben lévő felségsértési pereket és hazahívja a száműzötteket. Anyja és két bátyja maradványait hazahozza száműzetésük színhelyéről és Augustus mauzóleumában temetteti el őket. Gyengeelméjűnek tartott nagybátyját, Claudiust kéthónapos consulsága idején maga mellé veszi társul. Barátját, Heródes Agrippát szabadon engedi a börtönből, ahová Tiberius küldte és kinevezi apja, Heródes Philipposz helyére észak-palesztinai tetrarkhésszé.
- Októberben Caligula súlyosan megbetegszik, mérgezésre gyanakszik. Lefogatja Gemellust, aki parancsára öngyilkosságot követ el. Az unokája megöletése miatt tiltakozó nagyanyjukat, Antoniát megmérgezteti (más forrás szerint Antonia fél évvel korábban, május 1-én halt meg). Kivégezteti volt apósát, Marcus Iunius Silanust is.
- Lucius Vitellius syriai helytartó békét köt II. Artabanosz pártus királlyal. Artabanosz meghajol a római sas előtt és elismeri Róma felsőbbségét, cserébe Caligula leváltja Örményország királyát, Mithridatészt és helyére Artabanosz fia, Orodész kerül.
- Erős földrengés sújtja Antiochiát.

## Születések
- december 15. – Nero, római császár
- Iosephus Flavius római zsidó történetíró és teológus

## Halálozások
- március 16. – Tiberius római császár
- Antonia Minor, Marcus Antonius és Octavia kisebbik lánya.
- Maroboduus a markomannok királya

## Fordítás
- Ez a szócikk részben vagy egészben  a(z)   37 című francia Wikipédia-szócikk ezen változatának fordításán alapul.  Az eredeti cikk szerkesztőit annak laptörténete sorolja fel. Ez a jelzés csupán a megfogalmazás eredetét és a szerzői jogokat jelzi, nem szolgál a cikkben szereplő információk forrásmegjelöléseként.